# East Quincy
East Quincy és una concentració de població designada pel cens dels Estats Units a l'estat de Califòrnia. Segons el cens del 2000 tenia 2.398 habitants.

## Demografia
Segons el cens del 2000, East Quincy tenia 2.398 habitants, 1.016 habitatges, i 667 famílies. La densitat de població era de 76,7 habitants/km².
Dels 1.016 habitatges en un 32,3% hi vivien nens de menys de 18 anys, en un 49,6% hi vivien parelles casades, en un 11,4% dones solteres, i en un 34,3% no eren unitats familiars. En el 27,3% dels habitatges hi vivien persones soles el 6,7% de les quals corresponia a persones de 65 anys o més que vivien soles. El nombre mitjà de persones vivint en cada habitatge era de 2,32 i el nombre mitjà de persones que vivien en cada família era de 2,8.
Per edats la població es repartia de la següent manera: un 24,3% tenia menys de 18 anys, un 9,5% entre 18 i 24, un 26,2% entre 25 i 44, un 28% de 45 a 60 i un 12% 65 anys o més.
L'edat mediana era de 39 anys. Per cada 100 dones de 18 o més anys hi havia 101,2 homes.
La renda mediana per habitatge era de 35.648 $ i la renda mediana per família de 50.000 $. Els homes tenien una renda mediana de 38.107 $ mentre que les dones 21.815 $. La renda per capita de la població era de 17.299 $. Entorn del 9,5% de les famílies i el 14,4% de la població estaven per davall del llindar de pobresa.

## Poblacions més properes
El següent diagrama mostra les poblacions més properes.